# Phineas Fletcher
Pour les articles homonymes, voir Fletcher.
Phineas Fletcher, né le 8 avril 1582 à Cranbrook (Kent) et mort le 13 décembre 1650, est un poète anglais.
Il fait ses études à Cambridge (King's College). Les Pastorales, notamment les Piscatory Eclogues où les caractères sont représentés en garçons pêcheurs sur les rives de la Cam, laissées par Fletcher sont intéressantes pour la lumière qu’ils ont jetée sur le poète (Thyrsil) et son père (Thelgon).